# بالدریک دویلی

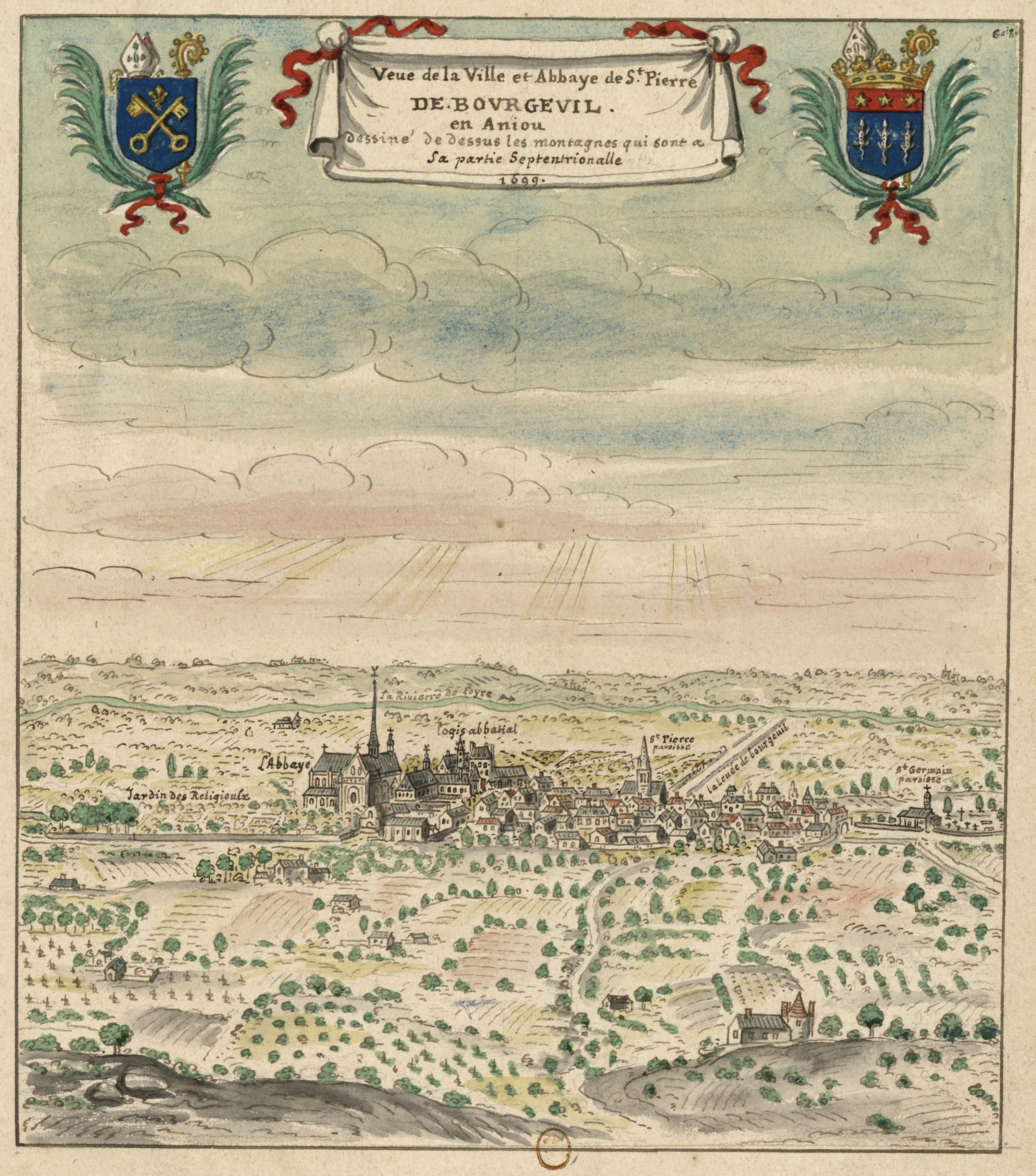
بالدریک دویلی

بالدریک دویلی (انگلیسی: Baldric of Dol; ۱ ژانویهٔ ۱۰۵۰ – ۵ ژانویهٔ ۱۱۳۰)، شاعر، راهب، وقایع‌نگار و اسقف انگلیسی است. وی در سال ۱۰۴۶ در میونگ-سور-لایر فرانسه به دنیا آمد و در سال ۱۰۸۹ رئیس صومعه سهر بوگویل شد. بالدریک که ریاست حلقه‌ای از شاعران برجسته را برعهده داشت، استفاده موازی و همزمان از انجیل و سبک‌های کلاسیک شعری را قانونمند نمود. وی پس از مدتی ترفیع مقام گرفت و در ماه مه سال ۱۱۰۷ به منصب اسقف اعظمی منطقهٔ کلیسایی دُل واقع در شمال شرقی انگلستان دست یافت. بالدریک همزمان با نخستین جنگ صلیبی می‌زیست و در مجمع کارمون فرانسه در نوامبر ۱۰۹۷ نیز حضور داشت ولی در لشکرکشی مسیحیان به شرق شرکت نکرد. با این حال، در سال ۱۱۰۰ اثری تحت عنوان هیستوریا هیروزولیمیتانا به‌نگارش درآورد که دربارهٔ وقایع مجمع کلرمون، نخستین جنگ صلیبی و لشکرکشی سال ۱۱۰۱ است. اطلاعات وی اساساً مبتنی بر کتاب گشتا فرانکاروم مورخ گمنام و گفته‌ها و روایت‌های شاهدان عینی و جنگجویان صلیبی است که به اروپا بازگشته بودند.